# Club Deportivo del Oeste
Il Club Deportivo del Oeste (dallo spagnolo: "squadra sportiva dell'ovest") è un club privato situato a Cabo Rojo, Porto Rico, ospitante il più grande porto turistico e uno dei soli due campi da golf nella regione di Porta del Sol.
Un'area pratica a 19 buche e rinomati insegnanti professionisti completano il gioco qui, dove il campo è raramente affollato e l'atmosfera senza pretese. È uno dei tre campi della costa occidentale, insieme a Royal Isabela e Punta Borinquen, tutti con viste e paesaggi eccezionali.
Offre una serie completa di servizi di prima qualità, tra cui uno spogliatoio all'avanguardia, un ristorante con menù sia per il pranzo che per la cena, la possibilità di lavorare sul gioco corto e di riscaldarsi per un round sul driving range.